# Vladyslav Kocherhin
Vladyslav Serhiyovych Kocherhin (en ukrainien : Владислав Сергійович Кочергін), né le 30 avril 1996 à Odessa en Ukraine, est un footballeur international ukrainien évoluant au poste de milieu de terrain au Raków Częstochowa.

## Biographie

### FK Dnipro
Natif d'Odessa en Ukraine, Vladyslav Kocherhin est formé au FK Dnipro à partir de 2012. Il joue son premier match en professionnel le 24 juillet 2016, à l'occasion d'une rencontre de championnat face au Volyn Loutsk. Il entre en jeu ce jour-là et participe à la large victoire de son équipe par cinq buts à zéro en inscrivant également son premier but en professionnel.

### Zorya Louhansk
En juillet 2017 Vladyslav Kocherhin quitte le FK Dnipro et s'engage en faveur du Zorya Louhansk.

### Raków Częstochowa
En janvier 2022, Vladyslav Kocherhin accepte de rejoindre Raków Częstochowa dans le cadre d'un contrat de trois ans. Il rejoint la nouvelle équipe et est officiellement annoncé comme nouveau joueur de l'équipe le 26 mars 2022
.
Kocherhin inscrit son premier but pour le Raków Częstochowa le 21 juillet 2022 contre le FK Astana, lors d'une rencontre qualificative pour la phase de groupe de la Ligue Europa Conférence 2022-2023. Entré en jeu, il participe à la victoire de son équipe par cinq buts à zéro.

### En sélection
Vladyslav Kocherhin fête sa première sélection avec l'équipe d'Ukraine espoirs le 24 mars 2017 face à la Turquie. Il entre en jeu lors de cette rencontre qui se solde par un match nul (1-1).

## Statistiques
| Saison                | Club                  | Championnat           | Championnat | Championnat | Coupe(s) nationale(s) | Coupe(s) nationale(s) | Compétition(s) continentale(s) | Compétition(s) continentale(s) | Compétition(s) continentale(s) | Total | Total |
| Saison                | Club                  | Division              | M.          | B.          | M.                    | B.                    | Comp.                          | M.                             | B.                             | M.    | B.    |
| 2016-2017             | FK Dnipro             | D1                    | 25          | 6           | 2                     | 0                     | -                              | -                              | -                              | 27    | 6     |
| Sous-total            | Sous-total            | Sous-total            | 25          | 6           | 2                     | 0                     | -                              | -                              | -                              | 27    | 6     |
| 2017-2018             | Zorya Louhansk        | D1                    | 13          | 0           | 1                     | 0                     | C3                             | 2                              | 0                              | 16    | 0     |
| 2018-2019             | Zorya Louhansk        | D1                    | 18          | 1           | -                     | -                     | C3                             | 4                              | 0                              | 22    | 1     |
| 2019-2020             | Zorya Louhansk        | D1                    | 32          | 7           | 1                     | 0                     | C3                             | 6                              | 1                              | 39    | 8     |
| 2020-2021             | Zorya Louhansk        | D1                    | 23          | 6           | 4                     | 2                     | C3                             | 6                              | 1                              | 33    | 9     |
| Sous-total            | Sous-total            | Sous-total            | 86          | 14          | 6                     | 2                     | -                              | 18                             | 2                              | 110   | 18    |
| Total sur la carrière | Total sur la carrière | Total sur la carrière | 111         | 20          | 8                     | 2                     | -                              | 18                             | 2                              | 137   | 24    |

## Palmarès
Zorya Louhansk
- Finaliste de la Coupe d'Ukraine en 2021.